# Aschaffenburg
Aschaffenburg là một thành phố trong bang Bayern, Đức. Thành phố có diện tích 62,47 km², dân số là 68.776 người. Thành phố này là thủ phủ huyện Aschaffenburg nhưng không thuộc huyện này.